# NGC 6925
NGC 6925 هي مجرة حلزونية غير ضلعية تقع في كوكبة المجهر (كوكبة) من القدر ( 11.3). وهي على شكل عدسة لأن حافتها تواجة تقريبا المراقبين على الأرض. وهي تقع على بعد 3.7 درجة غرب-شمال غرب نجم ألفا المجهر. في يوليو 2011 تم اكتشاف مستعر أعظم نوع 2 (SN 2011ei) من قبل العالم ستو باركر في نيوزيلندا .

## وصلات خارجية
- NGC 6925 على موقع ويكي سكاي: DSS2, SDSS, GALEX, IRAS, Hydrogen α, X-Ray, Astrophoto, Sky Map, Articles and images